# Tüttő Kata
Tüttő Kata (Budapest, 1980. február 28. –) magyar politikus, 2019 és 2024 között Budapest főpolgármester-helyettese, 2025. február óta a Régiók Európai Bizottsága elnöke. 2023-ban a Forbes őt választotta a 9. legbefolyásosabb magyar nőnek a közéletben.

## Tanulmányai
Az USA-ban, a Virginia állambéli Charlottesville-ben, kezdett iskolába járni, ugyanis ott laktak fizikus édesapja, Tüttő István, munkája miatt. Hazaköltözésük után az Alkotás Utcai Általános Iskolába járt, majd a, 1994-től 1998-ig, a budapesti Tamási Áron Általános Iskola és Gimnázium tanulója volt, ott tett érettségi vizsgát. Már érettségi előtt csatlakozott az MSZP-hez.
1998 és 2003 között a Budapesti Gazdasági Főiskola Pénzügyi-számviteli főiskolai karán pénzügy szak, pénzintézet szakirányon szerzett közgazdász diplomát,
2005-ben diplomát szerzett a Zsigmond Király Főiskola nemzetközi kapcsolatok szakán, Európa tanulmányok szakirányon.
2005 és 2010 között a Budapesti Corvinus Egyetem, Közgazdaságtudományi Kar, piacelemző szakán, egészségügyi közgazdaságtan és technológia-elemzés mellékszakon tanult, ahol okleveles közgazdász oklevelet szerzett.

## Politikai pályafutása
1997-ben lépett be a Magyar Szocialista Pártba. 1998-ban tagja lett a Fővárosi XII. kerületi Önkormányzat ifjúsági, kulturális és sportbizottságának. 1998-tól elnökségi tagja az MSZP XII. kerületi szervezetének, 2000-től pedig a párt közgazdasági tagozatának. 2001-ben tagja lett az MSZP Budapesti Tanácsának. 2002 és 2014 között a fővárosi közgyűlés képviselője.
A 2019. április 6-án megkötött megállapodás értelmében az MSZP, a Demokratikus Koalíció, a Párbeszéd Magyarországért, LMP és a Momentum Mozgalom polgármesterjelöltje az V. kerületben, az őszi önkormányzati választásokon. A 2019. október 13-i választáson nem sikerült győznie, így a fideszes Szentgyörgyvölgyi Péter maradt a kerület polgármestere.
2019. november 5-én a Fővárosi Közgyűlés a városüzemeltetésért felelős főpolgármester-helyettessé választotta.

## Magánélete
Volt élettársa Leisztinger Tamás, üzletember. Két gyermekük van.
Beszél angolul, németül és spanyolul.